# 珍·特納
珍·特納（英語：Jann Turner，1964年—）是南非電影導演、電視導演、編劇和小說家。 她的導演處女作是2009年自編自導的電影《白色婚禮》。

## 生平
珍·特納的父母是反種族隔離學者里克‧特納、政治家芭芭拉‧哈伯德。特納十三歲的時候，父親在她的房間裡遭到槍擊，最後在她的懷裡嚥氣，疑為政治暗殺。當時，特納的父母已經離婚，因此她跟妹妹金的童年幾乎都跟母親在開普敦度過。在父親被謀殺三個月後，特納全家逃往了英國。特納在英國牛津大學攻讀政治、哲學和經濟學，然後在紐約大學影視研究所攻讀電影。
成為電影導演前，特納曾擔任國家地理學會電視特別節目的剪輯師，並且在南非執導並製作單集節目。之後，特納搬到了洛杉磯，現與兩個孩子同住。她曾執導《謀殺入門課》、《火速救援最前線》、《芝加哥烈焰》等知名影集。
特納也是一位小說家，著有小說《心臟地帶》、《南十字星》和《家是你找到它的所在》，其中《南十字星》取材自特納在真相與和解委員會工作，調查父親遇刺一案的經歷。

## 影視作品

### 電影
| 年份 | 劇名         | 職位 | 職位 | 職位 |
| 年份 | 劇名         | 導演 | 編劇 | 製作 |
| ---- | ------------ | ---- | ---- | ---- |
| 2009 | 《白色婚禮》 | 是   | 是   | 是   |

### 電視
依照劇集年份排列。
| 年份      | 劇名                       | 職位 | 職位 | 職位     |
| 年份      | 劇名                       | 導演 | 製作 | 執行製作 |
| --------- | -------------------------- | ---- | ---- | -------- |
| 2012      | 《如果還有明天》           | 是   |      |          |
| 2013      | 《醫緣》                   | 是   |      |          |
| 2013      | 《外星鄰居》               | 是   |      |          |
| 2013      | 《上帝救我》               | 是   |      |          |
| 2013      | 《凯莉日记》               | 是   |      |          |
| 2014      | 《阿爾法屋》               | 是   |      |          |
| 2014      | 《全境封鎖》               | 是   |      |          |
| 2015      | 《芝加哥警署》             | 是   |      |          |
| 2015      | 《如此一家人》             | 是   |      |          |
| 2015      | 《灵书妙探》               | 是   |      |          |
| 2015      | 《天蠍行動》               | 是   |      |          |
| 2016      | 《芝加哥醫情》             | 是   |      |          |
| 2016      | 《謀殺入門課》             | 是   | 是   |          |
| 2016      | 《貞愛好孕到》             | 是   |      |          |
| 2017      | 《醜聞》                   | 是   |      |          |
| 2017      | 《致命誘惑》               | 是   | 是   |          |
| 2017      | 《狂放時尚圈》             | 是   |      |          |
| 2018      | 《末日孤舰》               | 是   |      |          |
| 2018      | 《海豹突擊隊》             | 是   |      |          |
| 2019      | 《住院醫師》               | 是   |      |          |
| 2019      | 《实习医生格蕾》           | 是   |      |          |
| 2021      | 《反恐特警組》             | 是   |      |          |
| 2022      | 《火速救援最前線》         | 是   |      | 是       |
| 2022      | 《芝加哥烈焰》             | 是   |      |          |
| 2022–2023 | 《湯姆·克蘭西的傑克·萊恩》 | 是   |      |          |

## 外部連結
- 官方网站
- 珍·特納在互联网电影资料库（IMDb）上的資料（英文）